# Пивак, Юрий Николаевич
Пивак Юрий Николаевич (6 октября 1934, Кривой Рог, Днепропетровская область — 24 апреля 1986, Днепропетровск) — советский эстрадный пианист, аранжировщик, дирижёр, джазмен, руководитель эстрадного оркестра.

## Биография
Родился 6 октября 1934 года в городе Кривой Рог.
В 1953 году окончил детскую музыкальную школу в Кривом Роге по классу фортепиано. С 1954 года начал выступать как эстрадный пианист. С 1958 года — руководитель эстрадного оркестра Днепропетровского металлургического института и Дома культуры машиностроителей в Днепропетровске. Возглавлял эстрадный оркестр Днепропетровского горного института. В 1962—1963 годах играл в кафе клуба Днепропетровского шинного завода «Чиполлино». В 1964—1966 годах — руководитель эстрадного оркестра Дома культуры Ильича, с 1966 года — Днепропетровского сельскохозяйственного института. В 1967 году выступал в кафе «Мечта».
В 1968 году в составе квартета Юрия Биленко участвовал в джазовом фестивале «Юность-68».
В 1974—1984 годах — руководитель эстрадного оркестра Днепропетровского агрегатного завода.
Умер 24 апреля 1986 года в городе Днепропетровск.